# Polyrhachis (Cyrtomyrma)
Polyrhachis (Cyrtomyrma) é uma espécie de formiga do gênero Polyrhachis, pertencente à subfamília Formicinae.